# Mortal Kombat X
Mortal Kombat X ("X" uitgesproken als "eks") is een vechtspel ontwikkeld door NetherRealm Studios. Het is het tiende hoofddeel in de Mortal Kombat-reeks. Het spel is ontwikkeld voor Microsoft Windows, PlayStation 4 en Xbox One. Er is tevens een mobiele versie ontwikkeld voor Android en iOS. Een versie voor PlayStation 3 en Xbox 360 stond in de planning, maar is geannuleerd. Op 3 maart 2016 verscheen Mortal Kombat XL, een versie met inbegrip van alle dlc voor PlayStation 4 en Xbox One. Op 4 oktober 2016 verscheen deze versie ook voor pc. 

## Gameplay
Net als voorgaande titels is Mortal Kombat X een vechtspel waarin twee spelers het tegen elkaar opnemen met gebruik van een keur aan verschillende aanvallen, special moves en gruwelijke fatalities.

## Verhaal
De game omspant een verhaallijn met oude en nieuwe vechters over een periode van vijfentwintig jaar.

## Personages
Mortal Kombat X omvat drieëndertig verschillende speelbare vechters. Negentien daarvan komen voort uit de vorige delen, tien zijn nieuw en vier personages zijn ontsproten uit andere franchises. Daarnaast zijn er drie niet speelbare personages, te weten: Baraka, Rain en Sindel.
| Personages van de oude garde | Personages van de oude garde | Personages van de oude garde | Personages van de oude garde |
| Naam                         | Gameplayvariaties            | Gameplayvariaties            | Gameplayvariaties            |
| ---------------------------- | ---------------------------- | ---------------------------- | ---------------------------- |
| Ermac                        | Spectral                     | Mystic                       | Master of Souls              |
| Goro                         | Tigrar Fury                  | Kuatan Warrior               | Dragon Fangs                 |
| Jax                          | Pumped Up                    | Heavy Weapons                | Wrestler                     |
| Johnny Cage                  | A-List                       | Fisticuffs                   | Stunt Double                 |
| Kano                         | Commando                     | Cutthroat                    | Cybernetic                   |
| Kenshi                       | Possessed                    | Balanced                     | Kenjutsu                     |
| Kitana                       | Mournful                     | Royal Storm                  | Assassin                     |
| Kung Lao                     | Hat Trick                    | Tempest                      | Buzz Saw                     |
| Liu Kang                     | Flame Fist                   | Dragon's Fire                | Dualist                      |
| Mileena                      | Ethereal                     | Piercing                     | Ravenous                     |
| Quan Chi                     | Summoner                     | Sorcerer                     | Warlock                      |
| Raiden                       | Master of Storms             | Thunder God                  | Displacer                    |
| Reptile                      | Noxious                      | Deceptive                    | Nimble                       |
| Scorpion                     | Inferno                      | Ninjutsu                     | Hellfire                     |
| Shinnok                      | Impostor                     | Bone Shaper                  | Necromancer                  |
| Sonya Blade                  | Covert Ops                   | Demolition                   | Special Forces               |
| Sub-Zero                     | Grandmaster                  | Cryomancer                   | Unbreakable                  |
| Tanya                        | Kobu-Jutsu                   | Pyromancer                   | Dragon Naginata              |
| Bo' Rai Cho                  | Dragon Breath                | Drunken Master               | Baritsu                      |
| Nieuwe personages            |                              |                              |                              |
| Naam                         | Gameplayvariaties            | Gameplayvariaties            | Gameplayvariaties            |
| Cassie Cage                  | Spec Ops                     | Hollywood                    | Brawler                      |
| D'Vorah                      | Brood Mother                 | Swarm Queen                  | Venomous                     |
| Erron Black                  | Marksman                     | Gunslinger                   | Outlaw                       |
| Ferra/Torr (een duo)         | Ruthless                     | Vicious                      | Lackey                       |
| Jacqueline Briggs            | Shotgun                      | Full Auto                    | High Tech                    |
| Kotal Kahn                   | Sun God                      | Blood God                    | War God                      |
| Kung Jin                     | Ancestral                    | Bojutsu                      | Shaolin                      |
| Takashi Takeda               | Shirai Ryu                   | Lasher                       | Ronin                        |
| Tremor                       | Aftershock                   | Metallic                     | Crystalline                  |
| Tri-Borg                     |                              |                              |                              |
| Gastpersonages               |                              |                              |                              |
| Naam                         | Gameplayvariaties            | Gameplayvariaties            | Gameplayvariaties            |
| Jason Voorhees               | Slasher                      | Relentless                   | Unstoppable                  |
| Predator                     | Warrior                      | Hunter                       | Hish-Qu-Ten                  |
| Leatherface                  | Killer                       | Butcher                      | Pretty Lady                  |
| Xenomorph                    |                              |                              |                              |

## Ontvangst
|                 | Platform | Platform | Platform | Platform |
| Beoordeeld door | PS4      | X1       | pc       | iOS      |
| --------------- | -------- | -------- | -------- | -------- |
| GameRankings    | 84,2%    | 85,9%    | 75,2%    | 67,5%    |
| Metacritic      | 83       | 86       | 76       | 66       |

## Mobiele versie
In april 2015 verscheen de mobiele versie voor iOS en Android onder de naam Mortal Kombat X. Na verschillende updates door de jaren heen verscheen in februari 2019 update 2.0. Naast nieuwe onderdelen werd X uit de titel verwijderd en werd naam eenvoudigweg Mortal Kombat.